# Manda (underdistrikt)
Manda är ett underdistrikt i Bangladesh. Det ligger i den nordvästra delen av landet, 200 km nordväst om huvudstaden Dhaka.
Trakten runt Manda består till största delen av jordbruksmark. Runt Manda är det mycket tätbefolkat, med 1 221 invånare per kvadratkilometer.